# Gare de Genlis
Gare de Genlis vasútállomás Franciaországban, Genlis településen.

## Vasútvonalak
Az állomást az alábbi vasútvonalak érintik:
- Dijon–Vallorbe-vasútvonal

## Kapcsolódó állomások
A vasútállomáshoz az alábbi állomások vannak a legközelebb:
- Gare de Collonges (Dijon–Vallorbe-vasútvonal)
- Gare de Neuilly-lès-Dijon (Dijon–Vallorbe-vasútvonal)
- Gare de Dijon-Ville